# Just for You
Albums de Lionel Richie
The Definitive Collection
(2003) Coming Home
(2006)
Singles
1. Just for You
Sortie : 1er mars 2004
2. Long Long Way to Go
Sortie : 23 août 2004

Just for You est le septième album studio du chanteur américain Lionel Richie, sorti le 8 mars 2004 chez Island Records.
Sorti peu après le divorce de Lionel Richie avec sa seconde épouse Diane, l'album comporte des collaborations avec des chanteurs et des musiciens d'horizons différents, dont les collaborateurs habituels Chuckii Booker, Mark Taylor et Ric Wake, ainsi que le producteur de R&B contemporain 7 Aurelius et les chanteurs Daniel Bedingfield et Lenny Kravitz, qui apparaissent tous deux sur l'album en tant que chanteurs invités.
L'album a reçu des critiques mitigées, la plupart d'entre elles portant sur les paroles de l'album,. Il est entré dans le top 5 en Autriche et au Royaume-Uni, et a atteint le top 10 des classements en Allemagne et en Suisse. Au Royaume-Uni, l'album s'est vendu à plus de 100 000 exemplaires et a été certifié disque d'or par la British Phonographic Industry. Aux États-Unis, il a débuté à la 47e place du Billboard 200 et à la 22e place du Top R&B/Hip-Hop Albums et s'est vendu à plus de 207 000 exemplaires. L'album contient plusieurs singles, dont le premier Just for You qui s'est notamment classé dans le top 30 de plusieurs hit-parades.

## Liste des titres
| 1.    | Just for You                               | - Lionel Richie - Paul Barry - Mark Taylor                               | Taylor                               | 4:33 |
| 2.    | I Still Believe                            | - Richie - Barry - Taylor                                                | Taylor                               | 4:55 |
| 3.    | Long Long Way to Go                        | - Wayne Hector - Steve Robson                                            | - Ric Wake - Richie Jones            | 4:21 |
| 4.    | Just to Be with You Again                  | - Richie - Barry - Taylor                                                | Taylor                               | 3:32 |
| 5.    | She's Amazing                              | - Richie - 7 Aurelius - Chuckii Booker - Paul Bushnell - Bashiri Johnson | Se7en Smash Productions              | 4:36 |
| 6.    | Heaven                                     | - Richie - John Dixson - David Bradley                                   | - Richie - Dixson - Bradley          | 4:01 |
| 7.    | The World Is a Party                       | - Richie - 7 Aurelius - Trevor Lawrence, Jr. - Charles Fearing           | Se7en Smash Productions              | 3:25 |
| 8.    | Time of Our Life (featuring Lenny Kravitz) | - Richie - Kravitz                                                       | Kravitz                              | 5:07 |
| 9.    | Outrageous                                 | - Richie - Barry - Taylor                                                | Taylor                               | 4:30 |
| 10.   | Road to Heaven                             | - Richie - 7 Aurelius                                                    | Kravitz                              | 4:20 |
| 11.   | Dance for the World                        | - Richie - 7 Aurelius                                                    | Se7en Smash Productions              | 4:01 |
| 12.   | Do Ya (duo avec Daniel Bedingfield)        | - Richie - Bedingfield                                                   | - Bedingfield - Booker - Troy Taylor | 2:39 |
| 13.   | In My Dreams                               | - Richie - 7 Aurelius - Miredys Peguero - Booker - Lawrence, Jr.         | Se7en Smash Productions              | 4:56 |
| 14.   | One World                                  | - Richie - Barry - Taylor                                                | Taylor                               | 3:52 |
| 58:48 |                                            |                                                                          |                                      |      |

## Classements et certifications
| Classement (2004)                     | Meilleure position |
| ------------------------------------- | ------------------ |
| Allemagne (Media Control AG)          | 10                 |
| Australie (ARIA)                      | 44                 |
| Autriche (Ö3 Austria Top 40)          | 5                  |
| Belgique (Flandre Ultratop)           | 47                 |
| Belgique (Wallonie Ultratop)          | 55                 |
| Canada (Nielsen SoundScan)            | 22                 |
| Canada (Nielsen SoundScan R&B Albums) | 5                  |
| Écosse (OCC)                          | 12                 |
| États-Unis (Billboard 200)            | 47                 |
| États-Unis (Top R&B/Hip-Hop Albums)   | 22                 |
| France (SNEP)                         | 26                 |
| Irlande (Irish Albums Chart)          | 55                 |
| Italie (FIMI)                         | 34                 |
| Pays-Bas (Mega Album Top 100)         | 21                 |
| Royaume-Uni (UK Albums Chart)         | 5                  |
| Suisse (Schweizer Hitparade)          | 8                  |

| Classement (2004)             | Position |
| ----------------------------- | -------- |
| Allemagne (Media Control)     | 37       |
| Royaume-Uni (UK Albums Chart) | 122      |
| Suisse (Schweizer Hitparade)  | 81       |

### Certifications
| Région                                                                         | Certification | Ventes/Streams |
| ------------------------------------------------------------------------------ | ------------- | -------------- |
| Allemagne (BVMI)                                                               | Or            | 100 000‡       |
| Royaume-Uni (BPI)                                                              | Or            | 100 000^       |
| ^Mise en rayon selon la certification ‡ventes/streaming selon la certification |               |                |